# Hartmann Habsburský
Hartmann Habsburský (1263?, Rheinfelden – 21. prosince 1281, Rýn mezi Breisachem nad Rýnem a Štrasburkem) byl hrabě z Habsburgu a Kyburgu, druhorozený syn římského krále Rudolfa I.

## Život
Narodil se jako druhorozený syn/sedmé dítě z jedenácti potomků z prvního manželství římského krále Rudolfa I. s jeho první manželkou Gertrudou z Hohenbergu. Chlapci se dostalo pečlivé výchovy.[zdroj?]
V roce 1276 rámci mírových smluv mezi Rudolfem I. a českým králem Přemyslem Otakarem II. byl Hartmann zasnouben s českou princeznou Kunhutou. Zasnoubení bylo v září roku 1277 zrušeno, Kunhuta vstoupila do kláštera (neví se, zda na pokyn otce nebo ze své vůle) a Hartmannovi byla otcem vyhlédnuta nevěsta nová. Byla jí Johana, dcera anglického krále Eduarda I. Sňatek byl naplánován na září roku 1278 a manželé měli dostat Arelatské království. Z politických a zdravotních důvodů byl sňatek několikrát odložen a nakonec k němu nedošlo vůbec, protože se Hartmann se čtrnácti či šestnácti dalšími mladíky utopil při plavbě lodí po řece Rýnu.
Byl pohřben v katedrále v Basileji. Roku 1770 byly jeho ostatky společně s matčinými přeneseny do St. Blasien a poté do korutanského Lavantallu.